# Гроппарелло
Гроппарелло (итал. Gropparello) —  коммуна в Италии, располагается в регионе Эмилия-Романья, подчиняется административному центру Пьяченца.
Население составляет 2361 человек, плотность населения составляет 42 чел./км². Занимает площадь 56 км². Почтовый индекс — 29025. Телефонный код — 0523.